# 양주 청련사 감로도
양주 청련사 감로도(楊州 靑蓮寺 甘露圖)는 대한민국 경기도 양주시 장흥면, 청련사에 있는 감로도이다. 2018년 4월 30일 문화재 지정 예고를 거쳐, 2018년 9월 10일 경기도의 유형문화재 제342호로 지정되었다.

## 지정 사유
1880년에 衛運堂, 慧杲奉鑑, 古山竺衍, 東昊震徹 등이 그린 불화로 서울‧경기지역에서 유행한 감로도의 전형적인 도상을 보여주며 당시 불교의 천도재 의식이 실감나게 표현되었다. 재의식의 모습 표현, 재의식 장면 외 다양한 하단의 표현을 위한 화면 구획, 배치 등 전형성과 개별성을 지니고 있어 지정 가치가 있다.

## 같이 보기
- 청련사

## 참고 문헌
- 양주 청련사 감로도 - 국가유산청 국가유산포털